# Comuna Pitomača, Virovitica-Podravina
Pitomača este o comună în cantonul Virovitica-Podravina, Croația, având o populație de 10.059 de locuitori (2011).

## Demografie
Componența etnică a comunei Pitomača
     Croați (98,62%)
     Necunoscut (0,05%)
     Neclasificat (1,1%)
Componența confesională a comunei Pitomača
     Catolici (97,31%)
     Necunoscută (0,63%)
     Alte religii (2,07%)
Conform recensământului din 2011, comuna Pitomača avea 10.059 de locuitori. Din punct de vedere etnic, majoritatea locuitorilor (98,62%) erau croați. Apartenența etnică nu este cunoscută în cazul a 0,05% din locuitori. Din punct de vedere confesional, majoritatea locuitorilor (97,31%) erau catolici. Pentru 0,63% din locuitori nu este cunoscută apartenența confesională.